# Tat

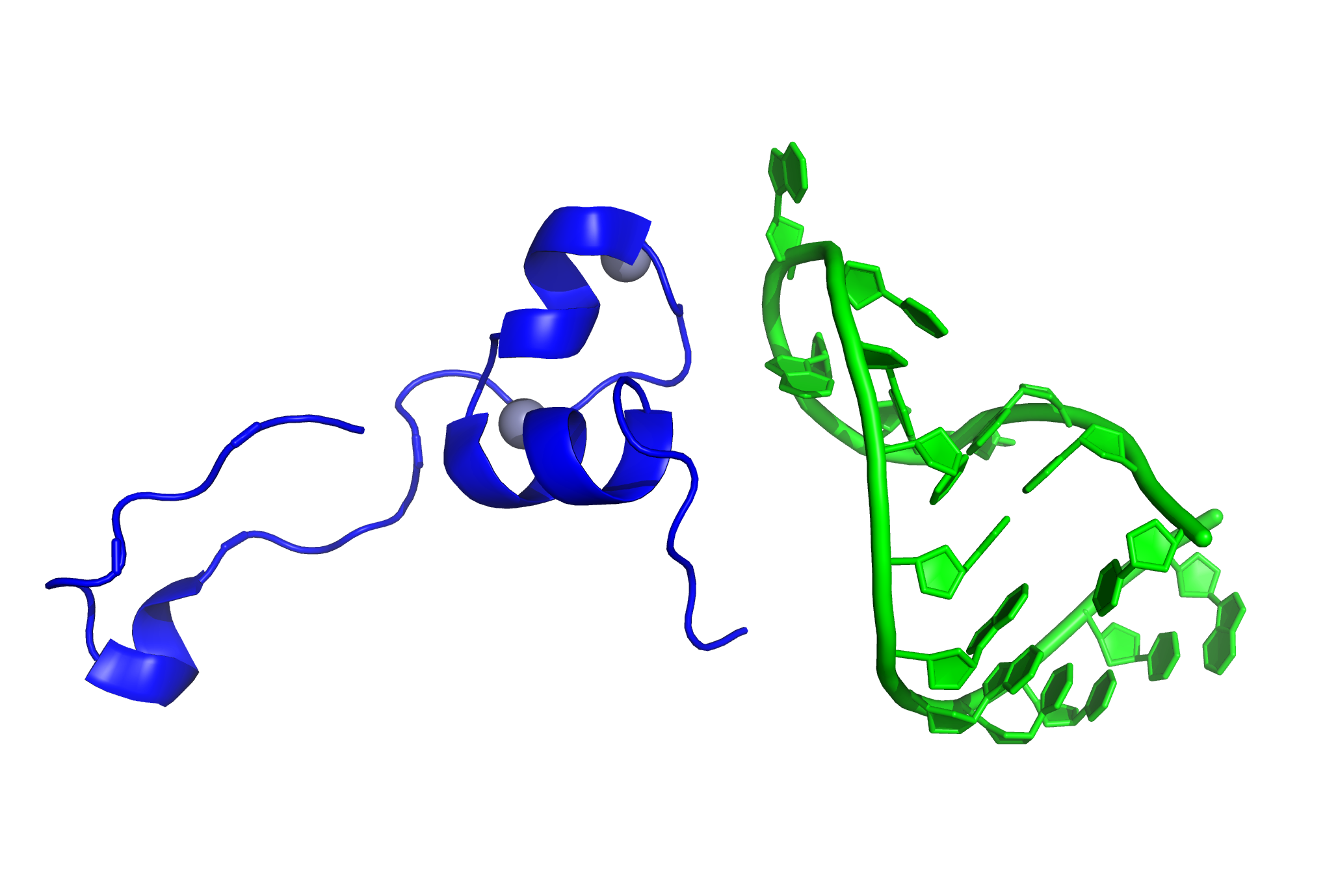
Representación cristalina de la proteína al lado de su ARN afín.

Tat es una proteína viral y gen del virus de inmunodeficiencia humana (VIH), virus de la familia de los retrovirus y causante del síndrome de inmunodeficiencia adquirida (sida). El nombre de esta proteína es derivado de Trans-Activator of Transcription (transactivador de la transcripción genética, en inglés. La molécula de Tat está compuesta por un número de aminoácidos que oscila entre 86 y 101, dependiendo del subtipo de cada molécula.

## Función
La proteína Tat incrementa el nivel de transcripción del ARN bicatenario (dsRNA) del VIH. En ausencia de Tat se realizan pocas transcripciones del ARN. Una vez que la célula de VIH la ha producido, Tat enlaza elementos celulares y favorece su fosforilación. Como resultado incrementa la transcripción de la cadena genética del virus.